# Angelo Vier
Angelo Vier (Berlino Est, 23 aprile 1972) è un dirigente sportivo, procuratore sportivo ed ex calciatore tedesco, di ruolo attaccante.

## Palmarès

### Individuale
- Capocannoniere della Zweite Bundesliga: 2

1996-1997 (18 reti), 1997-1998 (18 reti)